# 5. julij
5. julij je 186. dan leta (187. v prestopnih letih) v gregorijanskem koledarju. Ostaja še 179 dni.

## Dogodki
- 987 – Hugo Capet (Hugo Veliki) iz dinastije Kapetingov okronan za francoskega kralja
- 1294 – Pietro da Morrone postane papež Celestin V.
- 1610 – John Guy se iz Bristola odpravi proti Novi Fundlandiji
- 1687 – Isaac Newton izda svoje delo Philosophiae naturalis principia mathematica, v katerem postavi temelje mehanike
- 1811 – Venezuela kot prva južnoameriška država razglasi neodvisnost od Španije
- 1830 – Francija zasede Alžirijo
- 1841 – Thomas Cook organizira prvo turistično potovanje med Leicesterom in Loughboroughom
- 1843 – izhajati začno Kmetijske in rokodelske novice
- 1865:
  - William Booth ustanovi dobrodelno organizacijo Salvation Army
  - v Angliji začne v prometu veljati prva omejitev hitrosti na svetu
- 1884 – Nemčija pridobi Kamerun
- 1932 – António de Oliveira Salazar postane portugalski predsednik vlade in diktator
- 1940 – Združeno kraljestvo in vichyjska Francija pretrgata diplomatske odnose
- 1941 – nemške enote pridejo do reke Dneper
- 1943 – začetek bitke pri Kursku
- 1944 – Rdeča armada osvobodi Minsk
- 1945 – oznanjena osvoboditev Filipinov
- 1946 – na modni reviji v Parizu predstavijo bikini
- 1950:
  - v korejski vojni se prvič spopadejo severnokorejske in ameriške enote
  - izraelski kneset izglasuje zakon, ki vsem Judom dá pravico priselitve v Izrael
- 1951 – William Bradford Shockley izumi spojni tranzistor
- 1958 – ameriška odprava prva pripleza na Gašebrum I
- 1962 – Alžirija postane neodvisna država
- 1970 – 108 ljudi umre ob strmoglavljenju kanadskega DC-8 pri Torontu
- 1975:
  - Zelenortski otoki postanejo neodvisna država
  - Arthur Ashe kot prvi temnopolti tenisač zmaga v Wimbledonu
- 1998 – Japonska izstreli raziskovalno sondo proti Marsu
- 2004 – prve predsedniške volitve v Indoneziji

## Rojstva
- 980 – Mokdžong, korejski kralj dinastije Gorjeo († 1009)
- 1029 – Al-Mustansir, fatimidski kalif († 1094)
- 1057 – Al-Gazali, perzijski mistik in učenjak († 1111)
- 1321 – Ivana Angleška, škotska kraljica († 1362)
- 1801 – David Farragut, ameriški pomorski častnik († 1870)
- 1805 – Robert Fitzroy, angleški mornariški častnik, hidrolog, meteorolog († 1865)
- 1813 – Antonio García Gutiérrez, španski dramatik († 1884)
- 1853 – Cecil John Rhodes, angleški imperialist († 1902)
- 1857 – Clara Zetkin, nemška socialistka († 1933)
- 1880 – Jan Kubelík, češki violinist, skladatelj († 1940)
- 1886 – Willem Drees, nizozemski predsednik vlade († 1988)
- 1888 – Herbert Spencer Gasser, ameriški fiziolog, nobelovec 1944 († 1963)
- 1889 – Jean Cocteau, francoski pisatelj, filmski režiser († 1963)
- 1891 – Tin Ujević, hrvaški pesnik, esejist, kritik, prevajalec († 1955)
- 1893 – Floriš Kühar, slovenskega rodu madžarski verski zgodovinar († 1943)
- 1900 – Miran Jarc, slovenski pesnik, pisatelj, dramatik († 1942)
- 1901 – Segej Vladimirovič Obrazcov, ruski lutkar († 1992)
- 1904 – Ernst Mayr, nemško-ameriški biolog, raziskovalec in filozof († 2005)
- 1909 – Andrej Andrejevič Gromiko, ruski politik († 1989)
- 1911 – Georges Pompidou, francoski predsednik († 1974)
- 1946 – Gerardus 't Hooft, nizozemski fizik, nobelovec 1999
- 1948 – Alojz Peterle, slovenski politik, predsednik vlade
- 1958 – Veronica Guerin, irska novinarka († 1996)
- 1973 – Arjan Pregl, slovenski likovni umetnik
- 1976 – Nuno Gomes, portuglaski nogometaš
- 1982:
  - Beno Udrih, slovenski košarkar
  - Alberto Gilardino, italijanski nogometaš

## Smrti
- 1044 – Samuel Aba, madžarski kralj
- 1080 – Ísleifur Gissurarson, islandski škof (* 1006)
- 1411 – Sulejman Čelebi, osmanski emir Rumelije (*  1377)
- 1413 – Musa Čelebi, osmanski emir Rumelije (*  1388)
- 1814 – Georges Jacob, francoski izdelovalec pohištva (* 1739)
- 1833 – Joseph Nicéphore Nièpce, francoski fizik, izumitelj(* 1765)
- 1904 – Abai Ibragim Kunanbajuli, kazahstanski pesnik, skladatelj, filozof (* 1845)
- 1908 – Jonas Lauritz Idemil Lie, norveški pisatelj (* 1833)
- 1945 – John Joseph Ambrose Curtin, avstralski predsednik vlade (* 1885)
- 1957 – Charles Sherwood Noble, ameriški izumitelj (* 1873)
- 1966 – George de Hevesy, madžarski kemik, nobelovec 1943 (* 1885)
- 1969 – Walter Gropius, nemško-ameriški arhitekt (* 1883)
- 1975 – Otto Skorzeny, nemški polkovnik (* 1908)
- 1981 – Štefan Steiner, slovenski teolog in pesnik (* 1922)
- 1983 – Harry Haag James, ameriški trobentač (* 1916)
- 1992 – Astor Piazzolla, argentinski glasbenik, skladatelj (* 1921)
- 2002 – Rafko Vodeb, slovenski duhovnik, eksorcist teolog, filozof, umetnostni zgodovinar, pesnik, prevajalec (* 1922)

## Prazniki in obredi
- Armenija – dan ustave
- Alžirija – dan neodvisnosti
- Zelenortski otoki - dan neodvisnosti
- Isle of Man – dan parlamenta (Tynwald Day)
- Venezuela – dan neodvisnosti